# Blackboard Learn
Blackboard Learn (anteriormente Blackboard Learning Management System ) es un entorno de aprendizaje virtual basado en web y un sistema de gestión de aprendizaje (LMS por sus siglas en inglés) desarrollado por la empresa Blackboard Inc. Se enfoca en la gestión de cursos, recursos educativos y estudiantes con una arquitectura abierta personalizable. Incorpora la integración con otros sistemas de información de estudiantes y distintos protocolos de autenticación. Puede instalarse en servidores locales, alojarse en Blackboard ASP Solutions o proporcionarse como software como servicio alojado en Amazon Web Services . Dentro de sus objetivos se incluye la adición de elementos en línea a cursos tradicionalmente impartidos cara a cara (conocido como Blended Learning) y el desarrollo de cursos completamente en línea sin ningún requerimiento presencial.
El 21 de enero de 1993, Stephen Gilfus y Daniel Cane fundaron una empresa llamada CourseInfo LLC para desarrollar un software para implementar y gestionar servicios de educación en línea buscando un mercado educativo e institucional que requiera escalabilidad. Al mismo tiempo, Matthew Pittinsky y Michael Chasen formaron Blackboard LLC y fueron contratados para ayudar a liderar la formación del estándar Educause IMS para la educación en línea. Los dos grupos se fusionaron para formar Blackboard Inc., que luego desarrolló el Blackboard Learning System. 
En octubre de 2005, Blackboard Inc. y WebCT, los dos proveedores líderes en software de gestión de servicios de e-learning para el mercado educativo e institucional, anunciaron planes para fusionar sus empresas, lo que finalmente condujo a un LMS combinado por ambos.
En mayo de 2009, Blackboard Learn compró Angel Learning, inc. ÁNGEL Learning , competencia en el área de Sistemas de Gestión de Aprendizaje.
En 2015, la compañía anunció una actualización en la experiencia del usuario de sus sistema, llamada Ultra. Luego, en octubre de 2017, Blackboard se asoció con OpenEd para integrar OER con su LMS (Sistema de Gestión de Aprendizaje)

## Crítica
Blackboard Inc. ha tenido varios problemas legales, incluidas reclamaciones de derechos de patente.  Varias instituciones educativas,    profesores,  y estudiantes  han expresado preocupaciones sobre la confiabilidad de Blackboard. La Universidad McMaster en Hamilton, Ontario, Canadá, reemplazó su sistema Blackboard después de múltiples problemas durante un año de uso.  Citando numerosos fallos técnicos y altos costos, muchas universidades están recurriendo a la alternativa más barata y de código abierto Moodle, incluida la Universidad de Montana,  Vassar College,  la Universidad Estatal de California, Long Beach,  y muchas otras escuelas. 
En la primavera de 2020, durante la pandemia de coronavirus, las Escuelas Públicas del Condado de Fairfax, uno de los sistemas escolares más grandes de Estados Unidos con 189.000 estudiantes,. abandonaron Blackboard después de varias semanas de inconvenientes en el acceso y utilización. Los problemas incluían una brecha de seguridad que permitía que las sesiones en vivo fueran pirateadas e interrumpidas,  También se indicó la incapacidad del sistema para hacer frente al volumen creciente de estudiantes y maestros.
Un importante cliente de Blackboard, la City University of New York, que abarca 25 escuelas y más de 275 000 estudiantes, anunció que la universidad finalizará su contrato y realizará la transición a Brightspace .  Las razones expuestas fueron la dificultad en la navegación, el tiempo de inactividad prolongado y ciertas funcionalidades limitadas en comparación con otras opciones en el mercado.